# Until Death Overtakes Me
Until Death Overtakes Me (UDOM) ist ein Funeral-Doom-Projekt.

## Geschichte
Stijn van Cauter initiierte Until Death Overtakes Me, ursprünglich Macabre Destiny, 1999 als Soloprojekt mit unterschiedlichen Gastmusikern. Eine Vielzahl der Veröffentlichungen des Projektes erschienen über van Cauters Label Nulll Records, beziehungsweise Void Overflow. Vereinzelt veröffentlichte Until Death Overtakes Me über Label wie Firebox Records, Marche Funebre Productions, Aesthetic Death Records oder Dusktone.
Im Jahr 2000 initiierte van Cauter das Label Nulll Records und veröffentlichte das erste Split-Album seiner Projekte Until Death Overtakes Me und I Dream No More gefolgt von dem Demo Symphony I - Deep Dark Red aus dem Jahr 2001, das er als erstes abgeschlossenes und eigenständige Werk des Projektes veröffentlichte. Das Demo fußte auf Songmaterial, dass seit dem Jahr 1997 entstanden war. Aus Unzufriedenheit mit der ersten Version spielte van Cauter das Demo ein zweites Mal ein und veröffentlichte es als zweites Studioalbum nach Symphony II - Absence of Life im Jahr 2002. Im gleichen Jahr gab er beide Alben zu einem Doppelalbum zusammengefasst heraus. Folgend kooperierte van Cauter mit dem finnischen Label Firebox Records für die Veröffentlichung des dritten Albums Prelude to Monolith, wodurch Until Death Overtakes Me einen merklichen Popularitätsschub erlebte. Den Druck durch die größere Öffentlichkeit empfand van Cauter allerdings als unangenehm, weshalb er weitere Kooperationen mit großen Unternehmen vorerst ausschloss. Im Anschluss an die Veröffentlichung bestritt die Band eine Europatournee mit Skepticism und Pantheist. Diese Funeral Procession Tour genannte Tournee war die erste Tournee-Zusammenstellung von Funeral-Doom-Bands und die Tournee, zu welcher Skepticism erstmals außerhalb Finnlands auftraten. Zur Gewährleistung der Auftritte brachten sich Musiker beider teilnehmenden Bands in die Livebesetzung von Until Death Overtakes Me ein.
Im Jahr 2011 stellte van Cauter die Produktion weiterer Musik vorübergehend ein. Im Jahr 2016 reaktivierte er Until Death Overtakes Me mit einer Reihe Download-Singles, weitere Alben und Kompilationen folgten daraufhin.
Seit der Wiederaufnahme des Projektes veröffentlicht van Cauter anhaltend Single-Stücke, die als Musikdownload veröffentlicht werden und überwiegend im Zuge der Kompilationsreihe Collected Works als Alben zusammengestellt veröffentlicht werden. Zum Teil wurden die Stücke später auch zu Teilen regulärer Studioalben ausgebaut.

## Stil
Die Musik von Until Death Overtakes Me wird dem Funeral Doom zugerechnet und häufig als „Ambient Funeral Doom“ sowie als Crossover des Funeral Doom im Stile von Skepticism und des Dark Wave im Stil von Elend kategorisiert. Einige Stücke, mitunter ganze Alben, werden dem Dark Wave beziehungsweise dem Dark Ambient oder Ambient zugerechnet. Sehr langsam und atmosphärisch mit Klaviereinlagen wirke die Musik gelegentlich „extrem sanft“. Der Gesang wird als typisches Growling beschrieben, während die Perkussion als kaum vorhanden benannt wird. Das Gitarrenspiel wird als dröhnend bezeichnet und der Keyboardeinsatz wird mit dem Klang einer Kirchenorgel verglichen.

## Diskografie (Auswahl)
- 2001: Symphony II - Absence of Life
- 2002: Symphony I - Deep Dark Red
- 2003: Prelude to Monolith
- 2006: Symphony III - Monolith
- 2009: Days Without Hope
- 2016: Antemortem
- 2017: Flow of Infinity
- 2018: Missing
- 2020: And Be No More
- 2022: Collapse of Light
- 2024: Diagenesis